# رضا رشیدپور
رضا رشیدپور (زادهٔ ۱۹ مرداد ۱۳۵۷) مجری و بازیگر ایرانی است.

## اوایل زندگی
رضا رشیدپور در ۱۹ مرداد ۱۳۵۷ در تبریز زاده شد. مادرش خانه‌دار و پدرش مهندس برق و الکترونیک بود که برای جمع‌آوری تجهیزات لشکر عاشورا به دزفول اعزام شده بود، اما حین انجام وظیفه قطع نخاع شد و در سال ۱۳۷۶ درگذشت.
او یک خواهر کوچک‌تر از خودش دارد که مهندس معمار است. رشیدپور در دو دانشگاه، در دو رشته عمران و کارگردانی فارغ‌التحصیل شد.

## مجری‌گری
رضا رشیدپور سابقه مجری‌گری در چند برنامهٔ تلویزیونی در شبکه تهران را بر عهده داشت که بعضی از آن‌ها توقیف شدند.
رشیدپور در سال ۱۳۹۱ اقدام به تهیه ویدیوهای انتقادی و نشر آن‌ها از طریق سایت فیس‌بوک یا یوتیوب کرد. در ۱ تیر ۱۳۹۲ محمد رویانیان مدیرعامل پرسپولیس اعلام نمود تلویزیون جهانی پرسپولیس با مجری‌گری رضا رشیدپور افتتاح خواهد شد.
برنامه «دید در شب» او از طریق آپارات منتشر شد. «دید در شب»، برنامه‌ای گفت‌وگو محور بود که رشیدپور در این برنامه، با دعوت از چهره‌های سرشناس، در گفت‌وگویی چالشی دربارهٔ حواشی مهم زندگی این افراد سؤال می‌پرسد. محمدجواد ظریف، اکبر عبدی، شیلا خداداد، امیر تتلو، حمید رسایی، شهرام جزایری، رضا کیانیان، مصطفی کواکبیان، حسین پاکدل، محمد صادق خرازی، محمد اصفهانی، سحر قریشی، بهاره افشاری، سیروان خسروی، الهام چرخنده و عمو فیتیله ای‌ها جزو مهمانان این برنامه بودند. علی‌اکبر جوانفکر مشاور احمدی‌نژاد هم جزء میهمانان این برنامه بود که به علت مخالفت مقامات مسئول ذیربط اجازه انتشار نیافت.
او مجری برنامه «شب شما به خیر» در شبکهٔ ماهواره‌ای ایرانیان نیز بود.
از ۱۵ اردیبهشت ۱۳۸۷ از شبکه تهران برنامه‌ای تحت عنوان «مثلث شیشه‌ای» با اجرای رشیدپور آغاز به کار نمود. در حالی که ۳۵ قسمت از این برنامه گذشته بود، ناگهان پخش آن متوقف شد، همان موقع عده‌ای دلیل این کار را نماد برنامه مثلث شیشه‌ای و شبیه بودن آن به نماد فراماسونرها دانستند. البته صحبت‌های مهمانان برنامه روی آنتن زنده هم مزید بر علت شد و باعث شد که وی از صداوسیما خداحافظی کند. پس از ۵ سال ممنوع‌التصویری در صداوسیما، او در خرداد ۱۳۹۲ اجرای برنامه‌های حسن روحانی کاندید وقت ریاست جمهوری را بر عهده گرفت و پس از پیروزی حسن روحانی، از ۱۰ اردیبهشت ۱۳۹۳، رشیدپور رسماً دوباره به تلویزیون دولتی ایران برگشت و برنامهٔ طنز «عینک آفتابی» را در شبکه نسیم اجرا نمود. بازگشت وی واکنش‌هایی را در پی داشت. در اردیبهشت ۱۳۹۳ روزنامه کیهان وابسته به حاکمیت، چنین نوشت: «برنامهٔ عینک آفتابی که از هفتهٔ گذشته توسط یک مجری پرحاشیه روی آنتن شبکهٔ نسیم رفته است، در حرکتی قابل تأمل و مغایر با عرف جامعه، به تبلیغ فرهنگ و منش میلیونرها همت کرده است!» در پاییز ۱۳۹۳ تولید این برنامه متوقف شد. از اوایل اردیبهشت ۱۳۹۵ رشیدپور اجرای برنامهٔ «حالا خورشید» از شبکه ۳ را آغاز نمود.
وی سال ۱۳۹۶ در جریان سی و ششمین جشنواره فیلم فجر مجری برنامهٔ سینمایی «هفت» در تلویزیون ایران شد که هر شب به مدت ۱۰ شب از شبکه سوم سیما روی آنتن می‌رفت. این برنامه در روزهای ابتدایی با انتقاداتی روبرو بود، اما در اواسط موج مثبت و حمایت منتقدان و نویسندگان مهم سینمایی را به همراه داشت.
همچنین وی در بهمن ۱۳۹۶ اجرای برنامه گفت و گوی زنده با رئیس‌جمهور را بر عهده داشت. این گفت‌وگو انتقادات مثبت و منفی بسیاری را به همراه داشت.

### ممنوع‌التصویری ۱۴۰۱
بعضی از رسانه‌ها در بهار ۱۴۰۱ از احتمال ممنوعیت دوباره رشیدپور تیتر زدند تا اینکه پس از کشته‌شدن مهسا امینی و اعتراضات این سال و واکنش‌های رشیدپور وی به همراه سایر مجریانی که به این وقایع واکنش نشان داده بودند از تلویزیون کنار گذاشته شدند، اما پس از یک سال خبرگزاری‌ها از بازگشت رشیدپور خبر دادند که واکنش‌های بسیاری در فضای مجازی و سایت‌ها و خبرگزاری‌ها و بین مسئولان صداوسیما به همراه داشت، وی با برنامه سیم آخر پس از یک سال به تلویزیون بازگشت. در واکنش به بازگشت او محمدرضا شهبازی مجری برنامه پاورقی با انتشار کلیپ و متنی از تلویزیون خداحافظی کرد:
روزنامه کیهان قبل از بازگشت رشیدپور به صداوسیما نوشته بود: «رضا رشیدپور که در اوج اجرا در ستاد انتخاباتی رئیس‌جمهور قبلی گفته بود اگر کلاهش هم در صداوسیما بیفتد دیگر به آن‌جا برنمی‌گردد، بعد از سرد شدن آن کوران به قول خودش وفا نکرد و به آن‌جا برگشت!»
رضا رشیدپور در واکنش به مطلب روزنامه کیهان نوشت: «برای چندمین بار، کیهان مطالبی علیه من نوشته. از کت و شلوار به رنگ پرچم اوکراین تا برگشتن به تلویزیون. کاش نویسنده محترم یک جستجوی ساده در اینترنت می‌کرد تا این اندازه بهتان ننویسد. می‌بینم و می‌گذرم. از نبودنم مطمئن باشید و همان چند خط ستون را هم به دستاوردهای دولت بپردازید.»

## سینما
رشیدپور علاوه بر مجری‌گری به کارگردانی و ساخت و ساز نیز اشتغال دارد. وی در فیلم‌های سوپر استار، بی‌پولی، شیش و بش، در امتداد شهر و قاتل اهلی نقش‌آفرینی کرده است.
رشیدپور در خرداد ۱۳۹۸ خبر از ورود خود به عرصه تهیه‌کنندگی فیلم، با فیلمی با نام در رادار بمانید داد. رشیدپور در مورد این فیلم گفته است «قصهٔ خلبان یک هواپیمای مسافربری را روایت می‌کند که مجبور می‌شود در ارتفاع سی و سه هزار پایی خبری وحشتناک را که همان لحظه روی زمین اتفاق افتاده، برای مسافرانش بازگو کند. پیش تولید این پروژه پس از عید فطر آغاز می‌شود. تعداد زیادی از عوامل این فیلم جوان هستند و کارگردان این فیلم جوان و فیلم اولی است. نقش خلبان که یکی از نقش‌های مهم قصه است به یک بازیگر خارجی سپرده می‌شود».

## جایزه‌ها
در اسفند ۱۳۹۷ رشیدپور در کنار احسان علیخانی، محمد دلاوری و رامبد جوان به عنوان مجریان برتر جام جم برگزیده شدند.

## فعالیت‌ها

### مجری
- شب شیشه‌ای
- مثلث شیشه‌ای
- زنده رود
- دید در شب
- حالا خورشید
- هفت
- شب آرام
- اتفاق
- اتفاق نود و نو
- سیم آخر

### بازیگر

#### سینما
- بی‌پولی (۱۳۸۶)
- سوپر استار (۱۳۸۷)
- در امتداد شهر (۱۳۸۹)
- شیش و بش (۱۳۹۰)
- قاتل اهلی (۱۳۹۵)
- سال گربه (۱۴۰۲)

#### تلویزیون
- مرد هزار چهره

### کارگردانی
- عینک آفتابی (شبکه نسیم)
- دید در شب (برنامه)

### تهیه‌کننده
- دید درشب
- حالا خورشید
- شب آرام
- عطسه

### شبکه نمایش خانگی
- ستاره‌های حیران - کارگردان فرزاد فره‌وشی (۱۳۹۷)